# Simó Febrer i Serra
Simó Febrer i Serra (Felanitx, 18 de maig de 1895 - 27 de gener de 1989), de malnom Guixer, fou un ciclista mallorquí que competí a principis del segle xx. Fou campió de l'Estat espanyol de ciclisme els anys 1915 i 1918. Es veié involucrat en una acusació de frau i decidí emigrar a França. Va tornar els anys 50 i morí a Felanitx, on havia nascut.
Participà amb divuit anys a la primera edició a la Volta a Mallorca i guanyà la primera etapa disputada entre Palma i Manacor.

## Palmarès
- 1913
  - 3r a la Volta a Mallorca i vencedor d'una etapa
- 1914
  -  Campió d'Espanya Darrere moto stayer
- 1915
  -  Campió d'Espanya en ruta
  -  Campió d'Espanya Darrere moto stayer
- 1916
  -  Campió d'Espanya Darrere moto stayer
- 1918
  -  Campió d'Espanya en ruta
  -  Campió d'Espanya Darrere moto stayer